# Capo (araldica)
Capo (in francese: chef) è un termine utilizzato in araldica per indicare una pezza onorevole staccata, in testa allo scudo, da una linea di partizione a due moduli d'altezza, dalla testata (1/4).

## Caratteristiche
Il capo è una pezza onorevole (di primo ordine) che occupa il terzo superiore dello scudo, ed è delimitata da una linea orizzontale. Simboleggia l'elmo del cavaliere.
Molto spesso il capo veniva inserito su uno stemma preesistente come capo di concessione, per indicare l'appartenenza a un particolare ordine equestre o per dimostrare la particolare benevolenza di un potente che concedeva l'uso delle proprie armi. Questo è il motivo per cui, solitamente, il capo viene citato quale ultimo elemento della blasonatura: viene cioè prima descritto lo scudo senza il capo di concessione e, al termine, si blasona l'elemento aggiunto.
È possibile trovare stemmi con due, tre o, eccezionalmente, quattro capi sovrapposti in ordine decrescente di importanza. Si trovano, nell'ordine, il capo della Chiesa (per la superiorità del papato sull'impero) quindi il capo di religione, quello dell'impero ed eventualmente altri di regni o di città o di fazione.
In altri paesi la funzione del capo poteva essere svolta da una bordura, che in Spagna è composta dalle armi reali (il castello di Castiglia e il leone del León), altrove poteva portare il palato d'Aragona o l'azzurro con i gigli borbonici d'oro.

### Varianti del capo
Un capo è detto appuntato quando è costituito da un triangolo il cui vertice scende al centro del terzo superiore dello scudo. La disposizione inversa, che spesso risulta quando il capo è posto su uno scaglionato, è detta capo contrappuntato.
Il capo ristretto è quello di altezza ridotta. Cfr. colmo.
Il capo a sinistra è quello costituito da un triangolo la cui base è la linea in banda che divide idealmente un capo ordinario; il capo a destra è simmetrico al precedente e la base è costituita dalla linea in sbarra che divide un capo ordinario.

D'oro, al capo ristretto di rosso
D'oro, al capo appuntato di rosso
D'oro, al capo a sinistra di rosso
D'oro, al capo a destra di rosso
Capo partito

## Proporzioni
- nell'araldica italiana è alto un terzo dell'ampiezza dello scudo;[2]
- nell'araldica francese è alto due moduli (2⁄7 della larghezza dello scudo).

## Principali tipi di capi
I principali capi sono:

### Capi di concessione

#### Capo della Chiesa
Di rosso, alle chiavi di San Pietro decussate, una d'oro e una d'argento; le chiavi possono essere sormontate dal triregno.

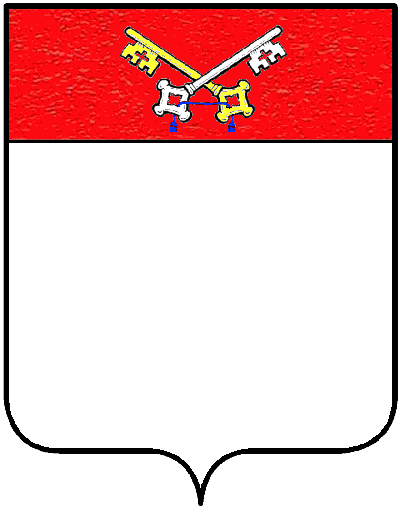
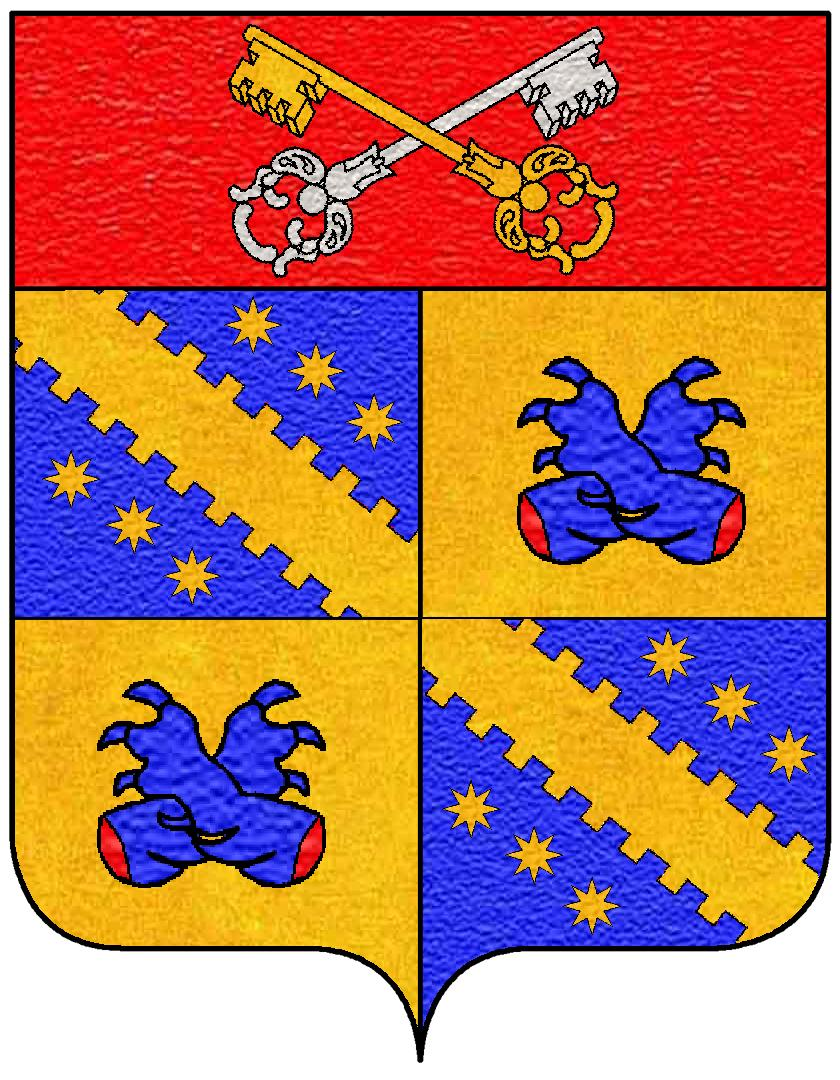

#### Capo del Gonfalonierato
Concesso ai benemeriti della Chiesa e ai gonfalonieri, si presenta di rosso, al gonfalone con l'asta d'oro e i teli alterni d'oro e di rosso; spesso l'asta è attraversata dalle chiavi di San Pietro decussate, l'una d'oro e l'altra d'argento.
Le famiglie più illustri, tra quelle insignite della dignità di gonfalonieri pontifici ereditari, assunsero invece il palo del Gonfalonierato.

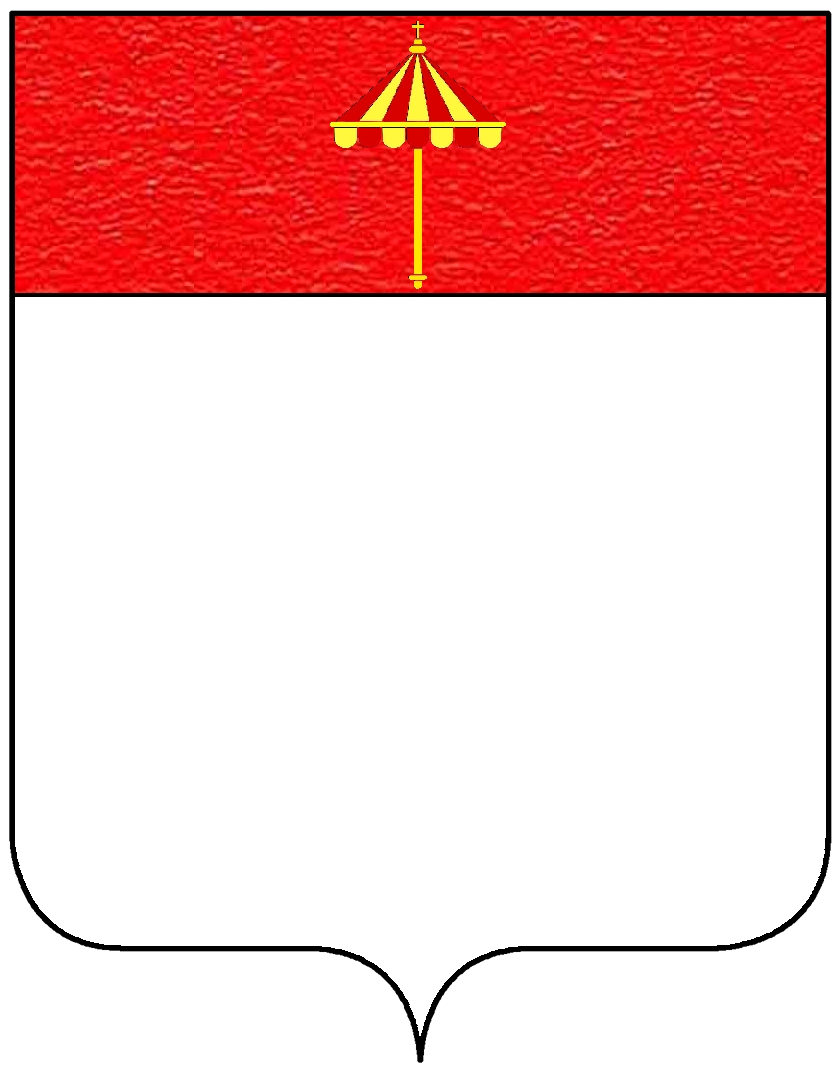

#### Capo di Leone X
D'oro, alla rotella di Francia (d'azzurro, a tre gigli d'oro) accostata dalle sigle L. X. di rosso; le sigle possono essere di nero.
La rotella di Francia nel 1465 venne concessa da Luigi XI, re di Francia, a Pietro dei Medici di Firenze, con il diritto di trasmetterla ai propri discendenti che da allora la impiegarono per sostituire la palla superiore dello stemma dei Medici, rossa come le altre.

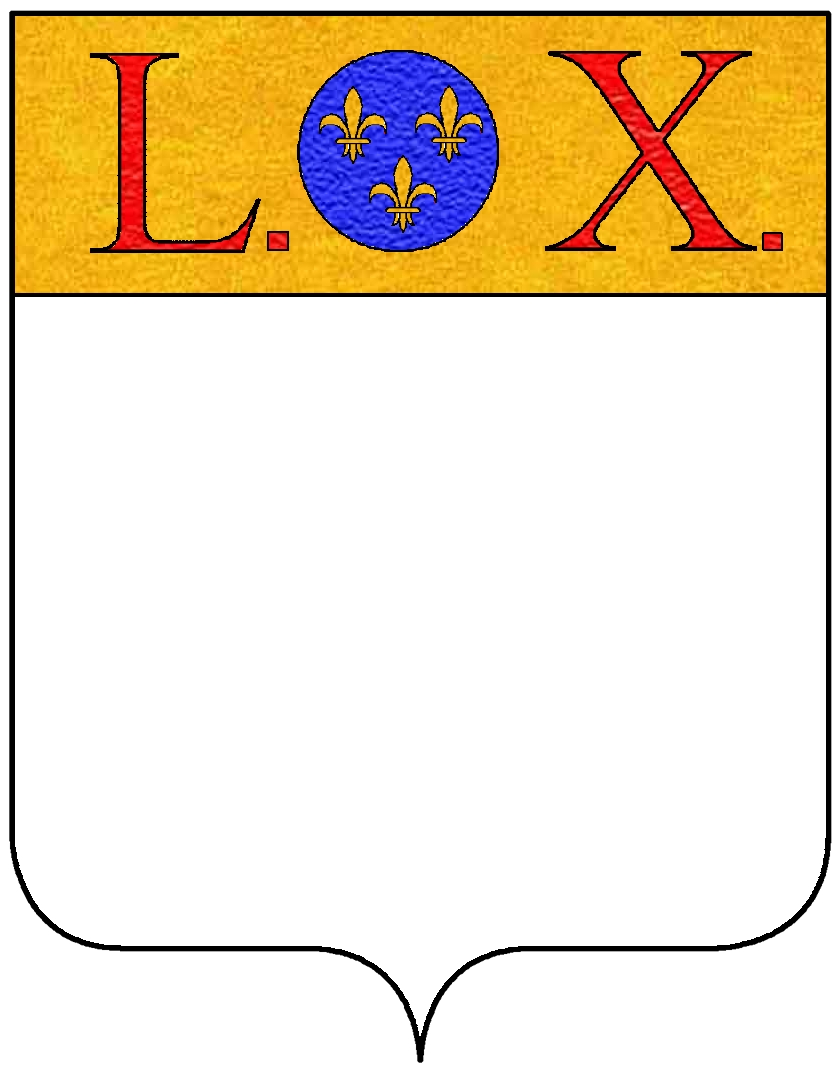
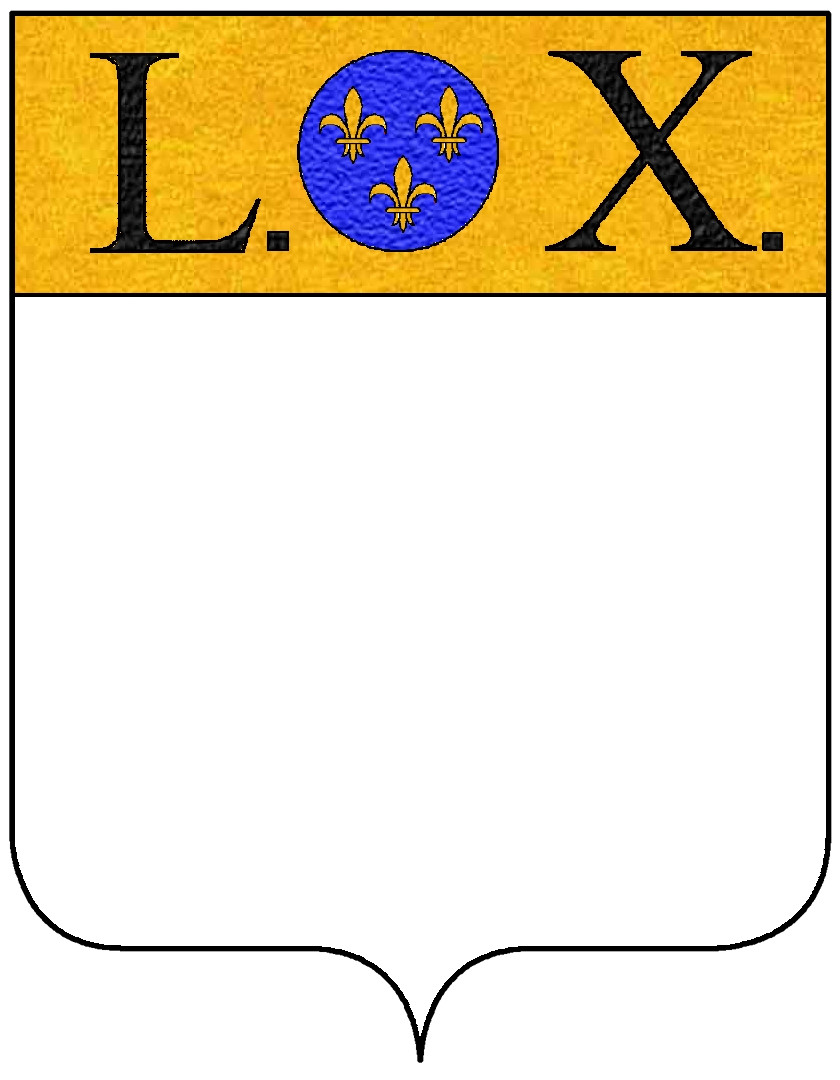
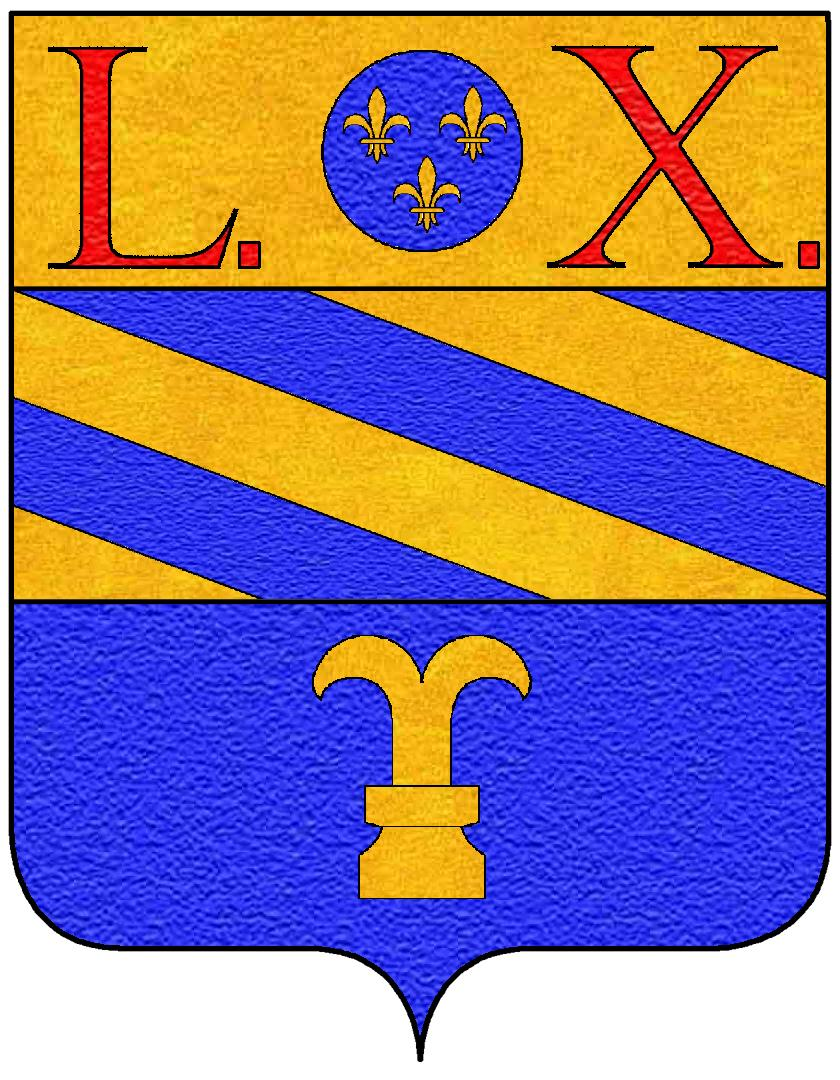
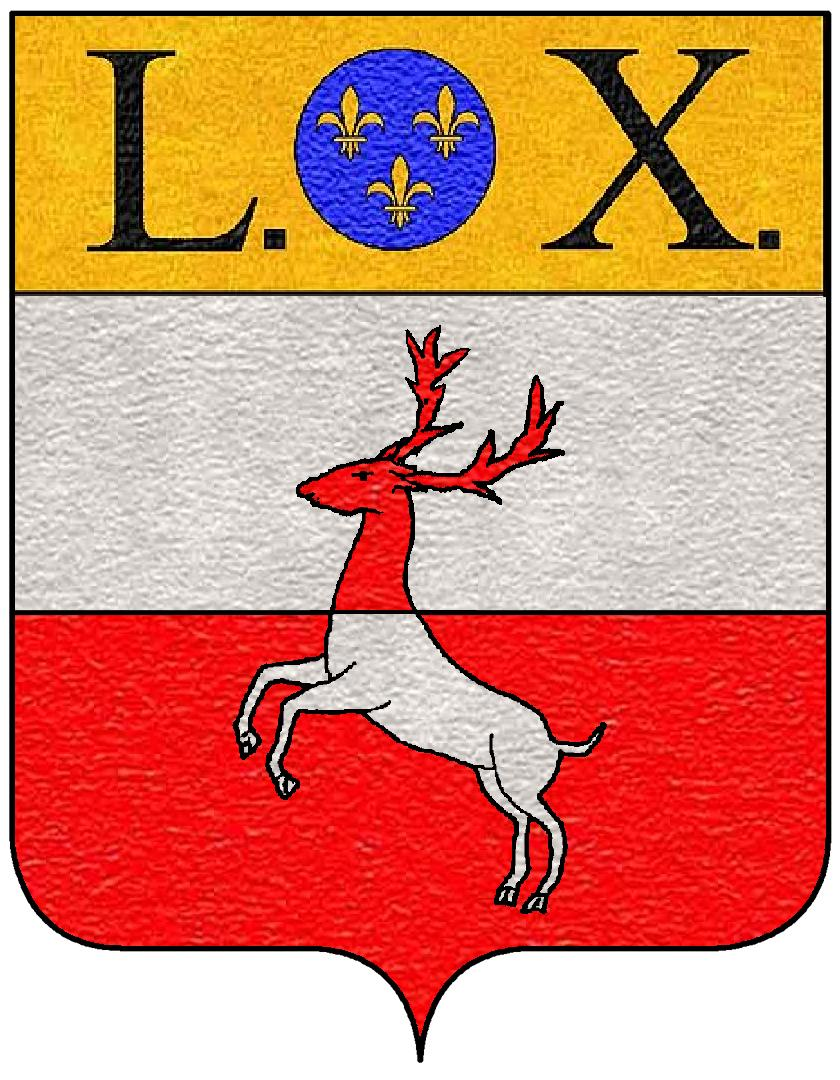
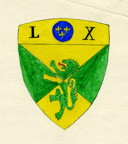

#### Capo dell'Impero
D'oro, all'aquila di nero; l'aquila può essere coronata, bicipite o entrambe le cose e talora si trova anche rostrata o armata del campo. È detto anche Capo d'Impero.

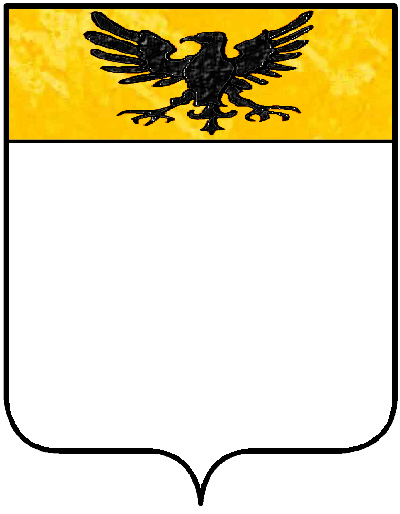
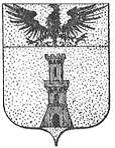
Aquila spiegata
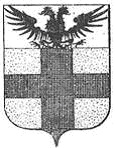
Aquila bicipite
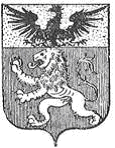
Aquila coronata
Famiglia Ginanni Corradini

#### Capo dell'Impero d'Oriente
Di porpora (o di rosso), all'aquila bicipite, spiegata e coronata d'oro.

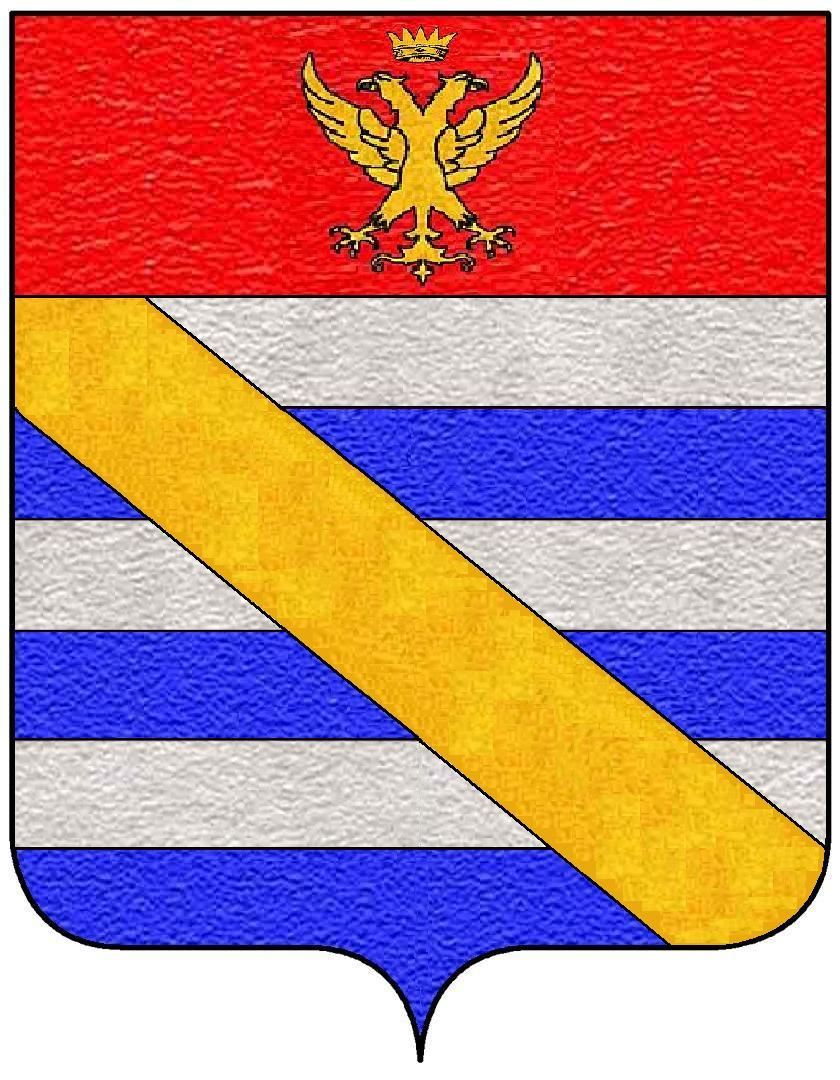
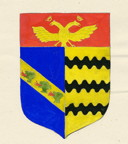
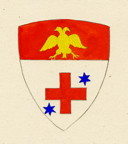
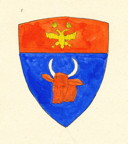
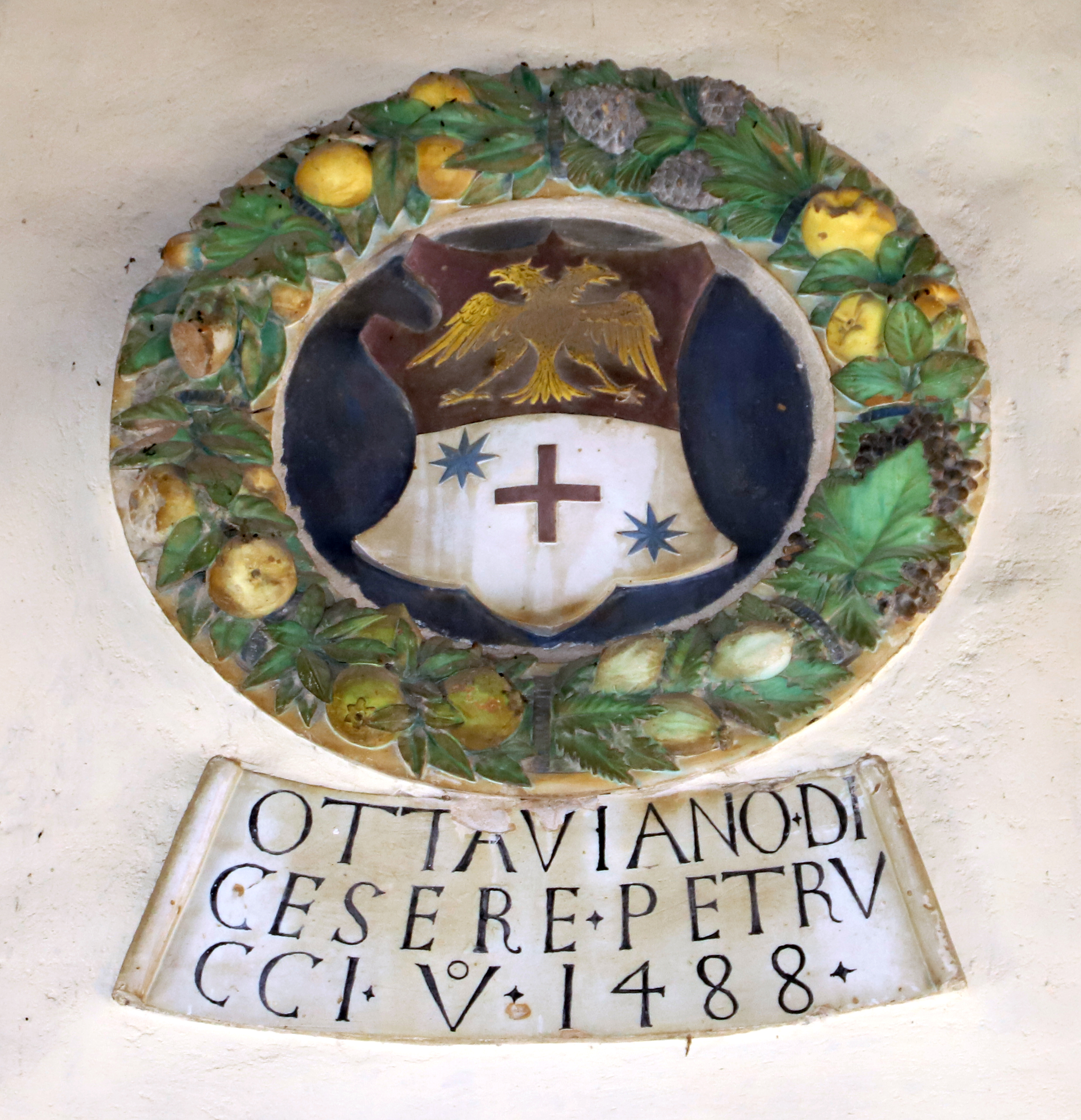

#### Capo di Francia
D'azzurro, a tre gigli d'oro.

D'oro, al giglio d'azzurro, al capo di Francia.
Di rosso, al capo di Francia.

#### Capo di Francia antica
D'azzurro, seminato di gigli d'oro.

Stemma di Parigi

#### Capo di Savoia
Tre sono le blasonature che tale capo può assumere (la prima è nettamente la più diffusa):
- Di rosso, alla croce d'argento;
- D'azzurro, al nodo di Savoia d'oro;
- Di rosso, al nodo di Savoia d'oro.

Presente in molti stemmi comunali e alcuni provinciali, il capo esprime in genere una particolare dipendenza istituzionale nei confronti di Casa Savoia, oppure funge da espressione della potestà italiana sopra un dato territorio.

Stemma di Oneglia

#### Capo di Genova
Anch'esso presente in molti stemmi comunali, soprattutto quelli liguri, consiste in un capo d'argento con una croce di rosso, riferendosi alla bandiera di Genova.
Il significato in alcuni comuni (ad esempio quello di Cogoleto) si riferisce alla Repubblica di Genova.
Le blasonature possono essere:
- D'argento, alla croce di rosso (questo usato in comuni che hanno poche connessioni a Genova);
- D'azzurro, al capo di Genova.

Comune di Dolcedo
Comune di Arenzano
Comune di Avegno
Comune di Lerici
Comune di Cogoleto
Comune di Andora
Comune di Levanto

#### Capo del Littorio
Fu istituito con regio decreto del 12 ottobre 1933 n. 1440 e reso obbligatorio per tutti gli stemmi di comuni, province ed enti morali e parastatali durante il regime fascista; la normativa prevedeva altresì la possibilità di concederne l'uso anche a enti di diverso tipo e a privati responsabili di "servizi eminenti resi alla patria e al Re". Sebbene il Decreto Legislativo Luogotenenziale del 10 dicembre 1944 n. 394 ne avesse previsto la completa eliminazione, alcuni enti si sono semplicemente limitati a togliere il fascio, mantenendo i rami di quercia e di alloro (all'occorrenza inserendovi un diverso elemento, ad esempio la Stella d'Italia), o lasciando il capo di porpora piena, anche se quest'ultimo a volte non è blasonato.

Stemma di Acquanegra Cremonese: dal capo del Littorio è stato asportato il fascio
Stemma di Albi: il fascio è sostituito da una stella
Stemma di Villanova Solaro: il capo è stato svuotato dei suoi elementi
Stemma di Agazzano: Viene asportato il fascio del littorio, e al suo posto viene posto l'emblema nazionale della Repubblica Italiana.

#### Capo di Gerusalemme
D'argento, alla croce potenziata d'oro, accantonata da 4 crocette dello stesso.

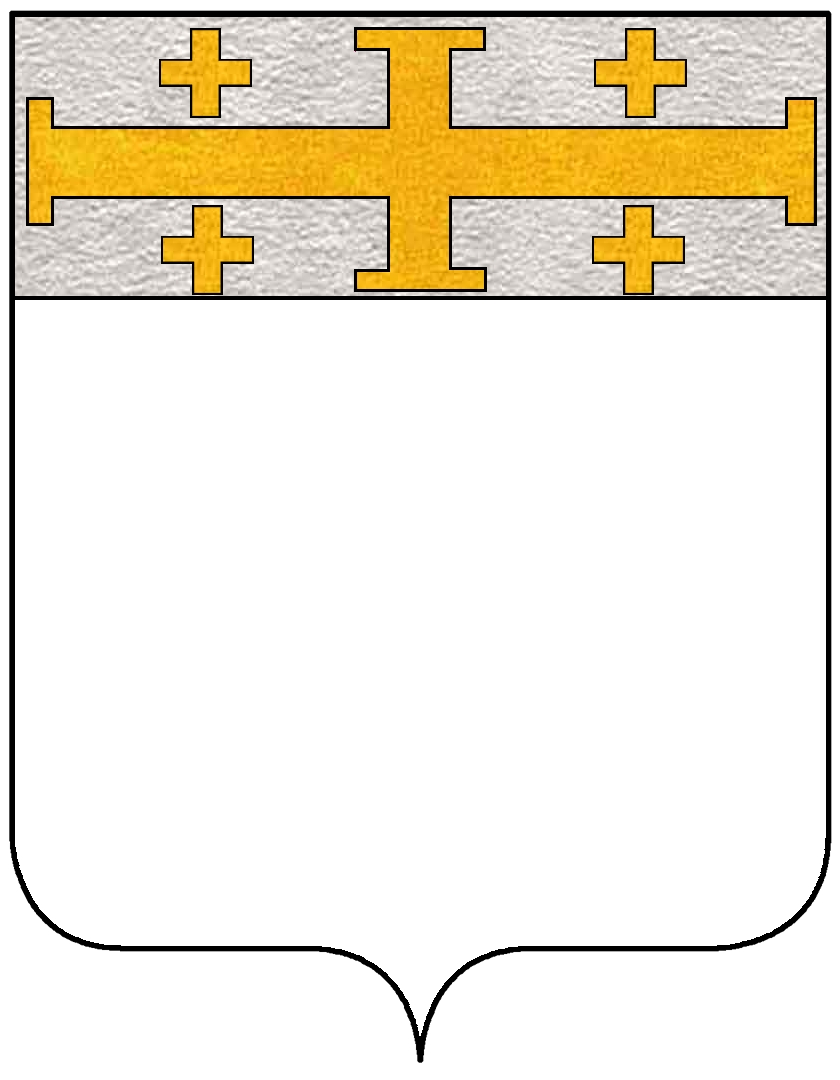

#### Capo d'Angiò
D'azzurro, carico di tre gigli d'oro, ordinati in fascia e alternati dai quattro pendenti di un lambello di rosso, cucito.

Introdotto in Italia da Carlo d'Angiò, veniva concesso alla parte guelfa, a ricordo della vittoria su Manfredi ottenuta a Benevento nel 1266.

#### Capo di Napoli o d'Angiò-Sicilia
D'azzurro, seminato di gigli d'oro, al lambello a quattro pendenti di rosso.

#### Capo d'Aragona
D'oro, a quattro pali di rosso.

Capo d'Aragona

#### Capo di Svevia
D'argento, all'aquila spiegata e coronata di nero.

Capo di Svevia

#### Capo di Sicilia
Inquartato in decusse: nel 1º e 4º di Svevia (di argento, all'aquila spiegata e coronata di nero); nel 2º e 3º d'Aragona (d'oro, a quattro pali di rosso).

Capo di Sicilia

#### Capo del Senato Romano
Di porpora, alla croce greca d'argento e alla sigla SPQR d'oro. Era usato dai senatori non originari dell'Urbe. Se ne hanno esempi negli stemmi, conservati nell'Aula Consiliare del Palazzo Senatorio, di Raimondo Tolomei (1358), Ungaro degli Atti (1359) e di Tommaso Pianciani (1360).

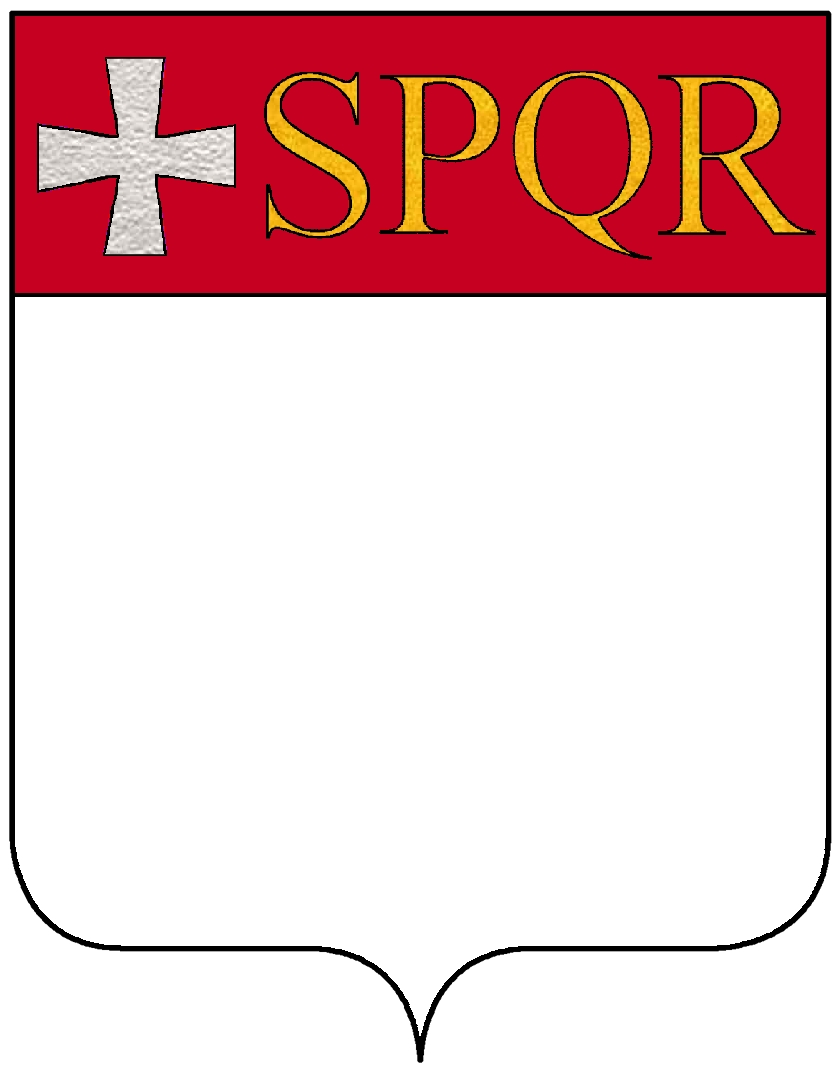

#### Capo di Pisa
Di rosso, alla croce pisana d'argento (croce pisana: patente, ritrinciata e pomettata di dodici globi).

#### Capo di Firenze
D'argento, al giglio aperto e bottonato di rosso.

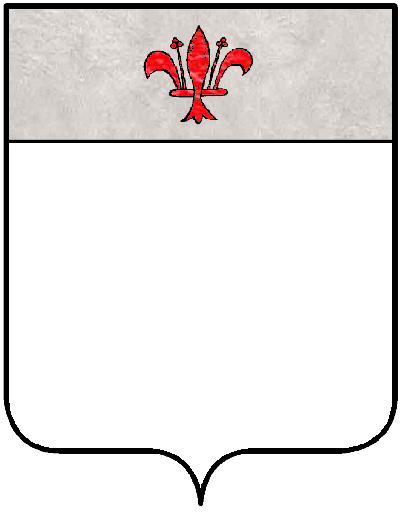

#### Capo di Baviera

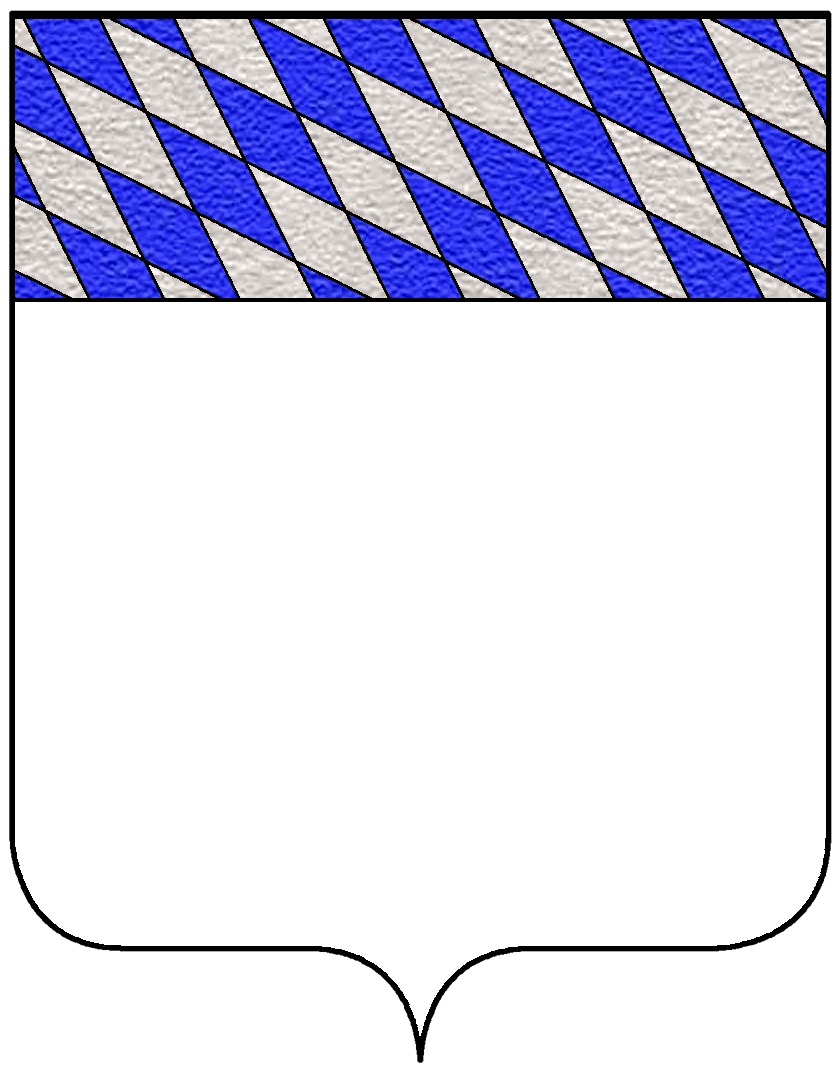

Rombeggiato d'azzurro e d'argento.

#### Capo d'Inghilterra
Di rosso, al leopardo d'oro, armato e lampassato d'azzurro.

#### Capo di Svezia
D'azzurro, a tre corone d'oro.

Contea di Jönköping, Svezia
Svenska Kommunalheraldiska Institutet (Istituto araldico comunale svedese)

#### Capo di San Marco
D'argento, al leone di San Marco d'oro, eccezionalmente si trova con il fondo rosso (stemmi dei patriarchi Adeodato Giovanni Piazza e Giovanni Urbani). Viene anche detto di Venezia.

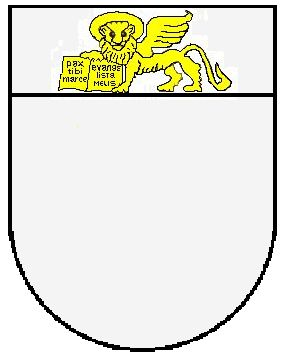
Stemma di papa Giovanni XXIII, precedentemente patriarca di Venezia
Stemma del cardinale Angelo Scola

#### Capo di San Giorgio (o di Milano)
D'argento, alla croce di rosso, riprendendo la figura araldica della Croce di San Giorgio. Viene anche detto di Milano in quanto la croce di San Giorgio corrisponde anche allo stemma della città di Milano e viene pertanto utilizzata anche da personalità a essa legate, come nel caso degli ultimi due arcivescovi, per ribadire il forte legame con la città.

Stemma della provincia di Milano
Stemma del cardinale Angelo Scola, arcivescovo di Milano
Stemma dell'arcivescovo Mario Delpini, arcivescovo di Milano

#### Capo napoleonico per i principi sovrani

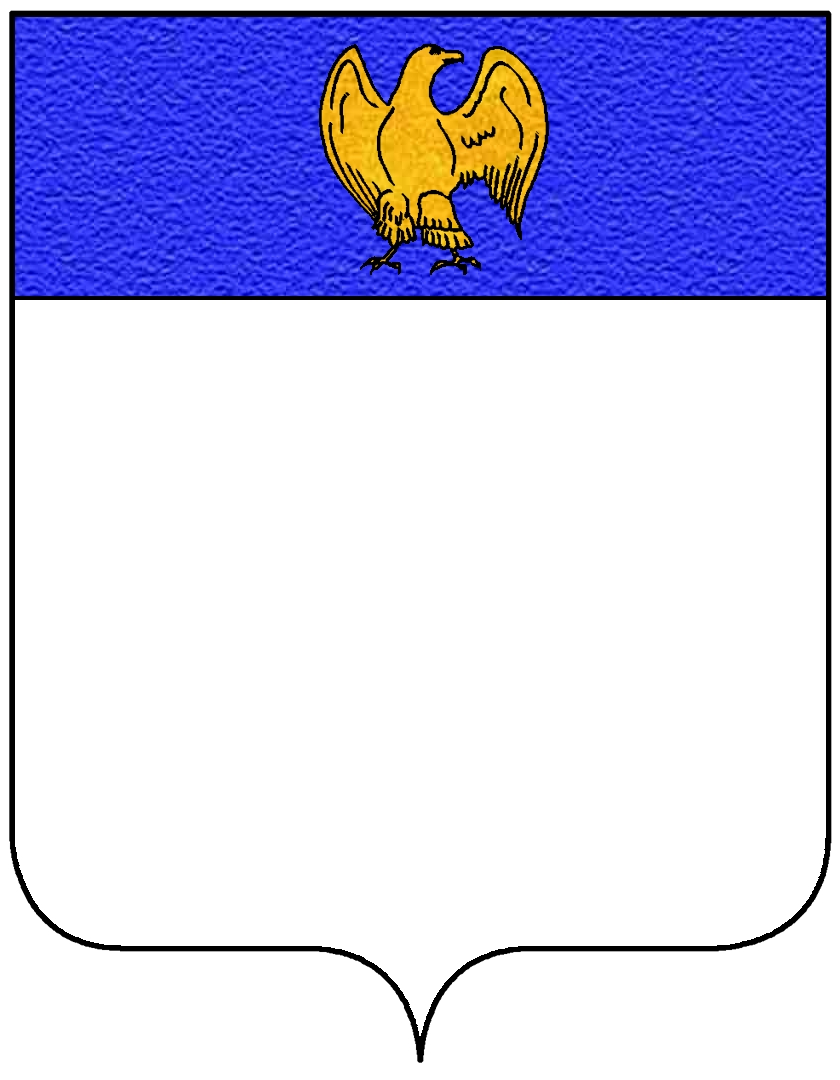

D'azzurro, all'aquila napoleonica d'oro.

#### Capo napoleonico per i principi gran dignitari dell'impero

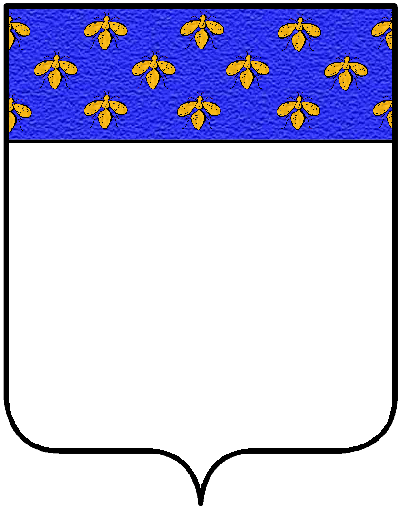

D'azzurro, seminato di api d'oro.

#### Capo napoleonico per i duchi
Di rosso, seminato di stelle d'argento.

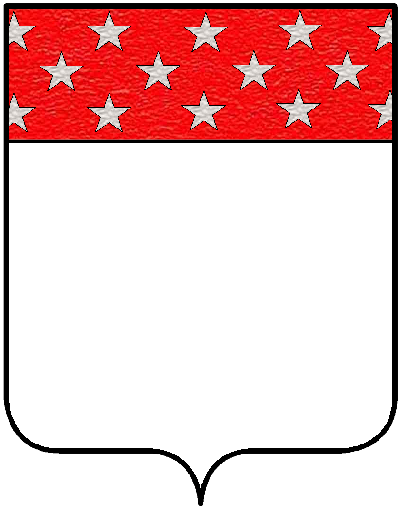

#### Capo napoleonico per le bonne ville del primo impero di Francia
Usato dalle bonne ville del primo impero di Francia: di rosso, caricato di tre api d'oro.

Città di Genova
Città di Livorno
Città di Marsiglia

#### Capo napoleonico per le buone città del regno d'Italia (1805-1814)
Usato negli stemmi delle buone città del Regno napoleonico d'Italia: di verde, colla lettera N d'oro posta nel cuore e accostata da tre rose a sei foglie, del medesimo.

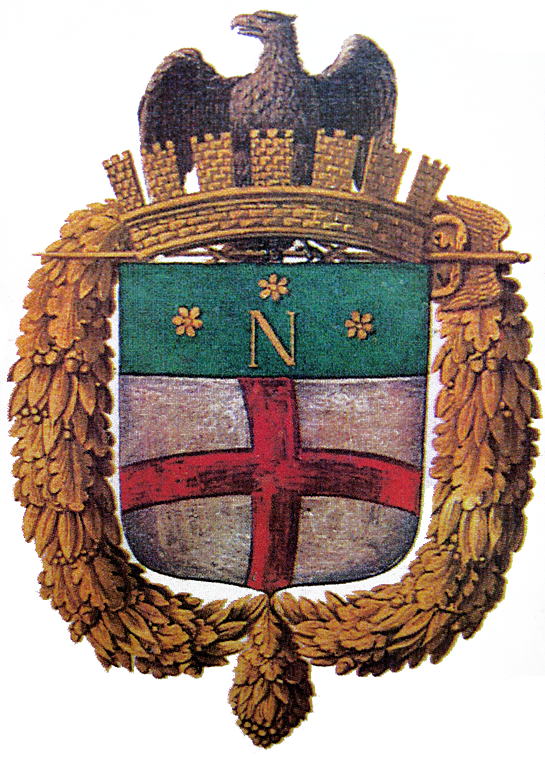
Città di Milano
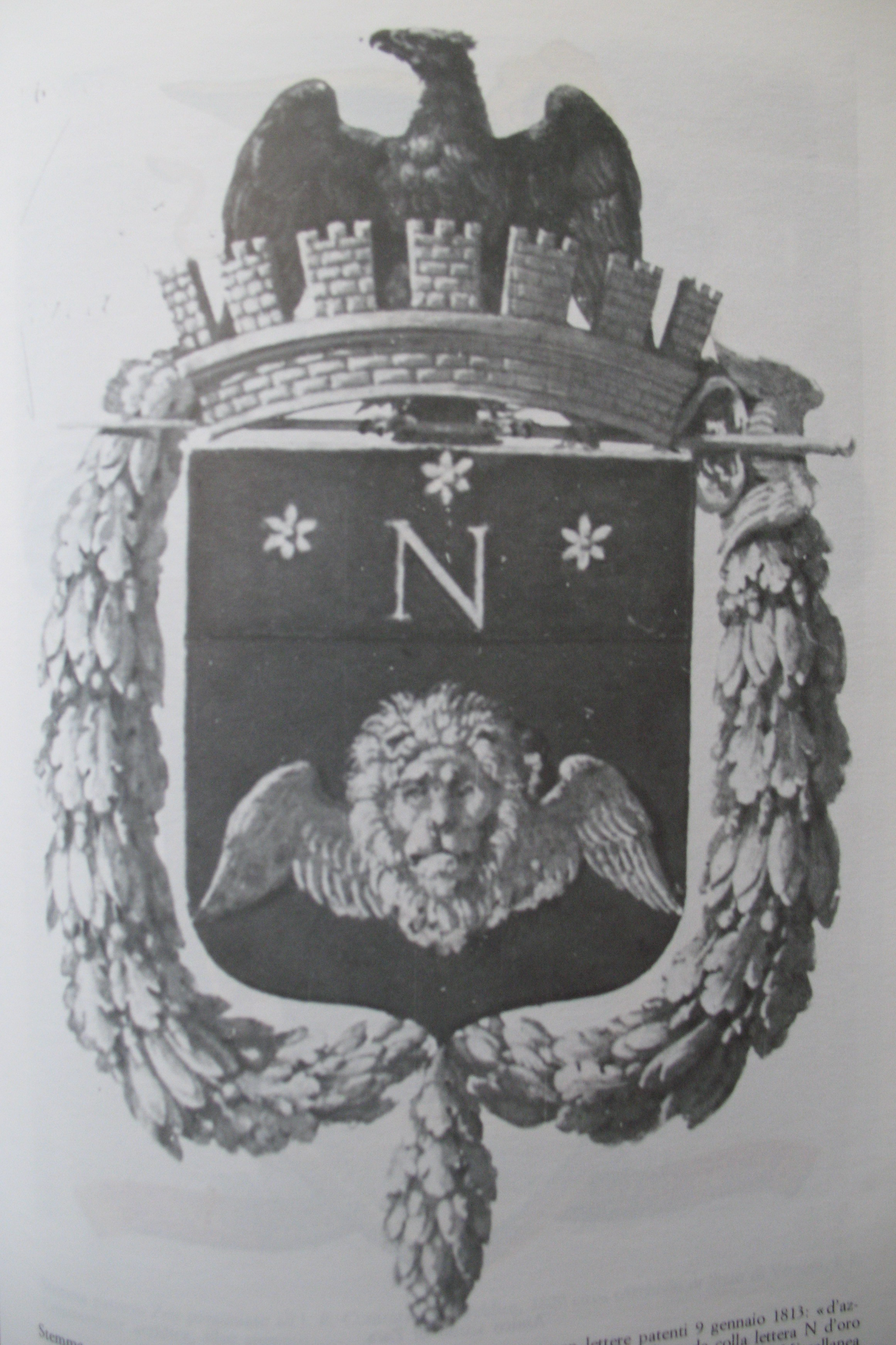
Città di Venezia
Città di Brescia

### Capi di appartenenza (o "di religione")

#### Capo di San Francesco o dell'ordine minoritico
D'azzuro, alla croce sormontata dalle braccia di Cristo e San Francesco, in decusse, recanti le stimmate.

#### Capo di Malta
Di rosso, alla croce a otto punte biforcata e allungata d'argento.

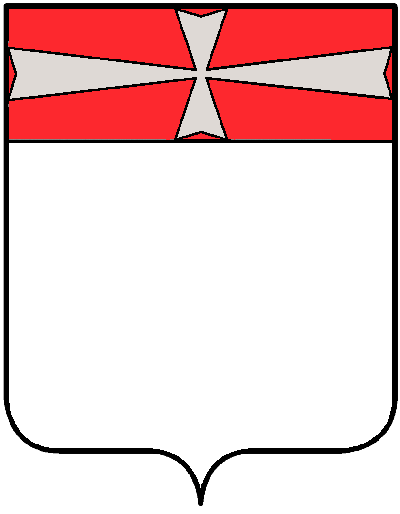

#### Capo dei Templari
D'argento, alla croce di rosso.

#### Capo dei cavalieri di Santa Maria Teutonica
D'argento, alla croce patente di nero.

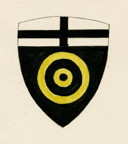

#### Capo dell'ordine di San Lazzaro
D'argento, alla croce di verde (successivamente la croce divenne biforcata).

#### Capo dell'Ordine di San Maurizio
Di rosso, alla croce trilobata d'argento.

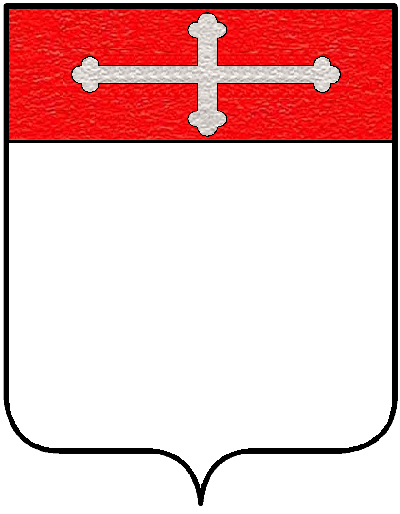

Nel 1573 l'ordine di San Maurizio venne fuso con quello di San Lazzaro e alla croce mauriziana venne accollata quella biforcata di verde.

#### Capo di Santo Stefano
D'argento, carico di una croce Stefaniana (otto punte) di rosso.

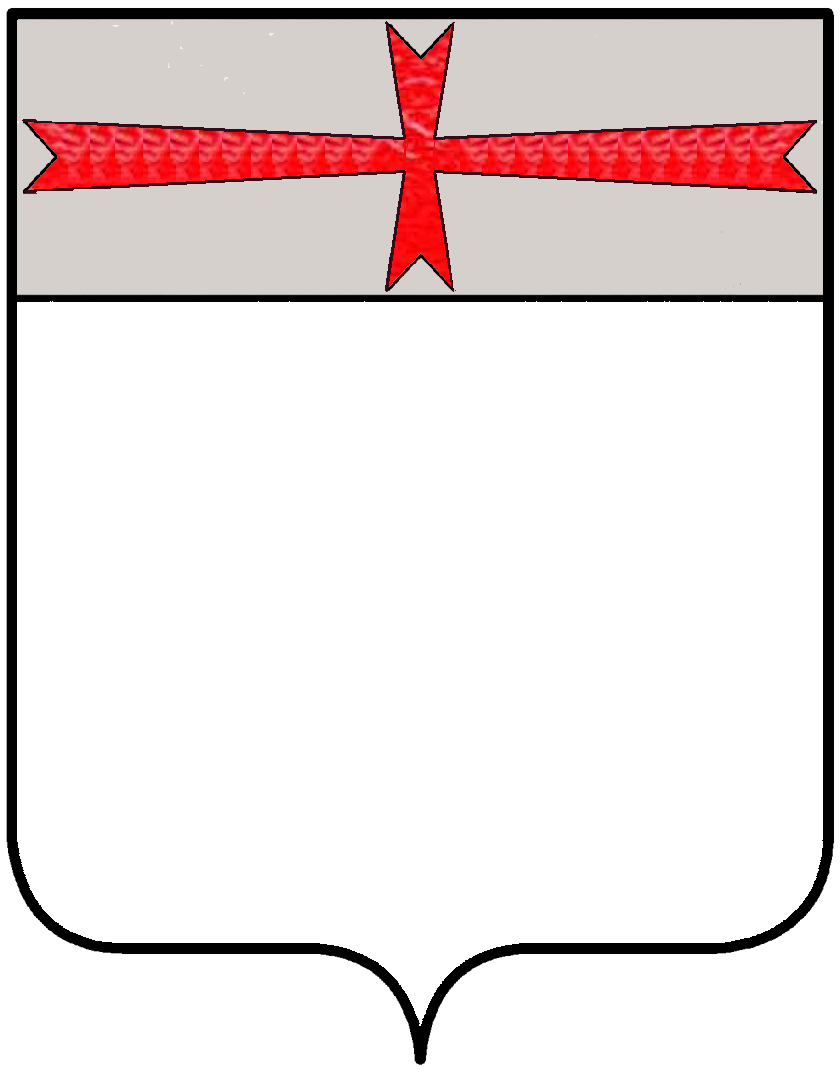

La croce, a otto punte biforcata e allargata di rosso, è spesso delimitata da un filetto d'oro.
L'ordine, istituito da Cosimo I de' Medici nel 1562 e con sede a Pisa per il glorioso passato marinaro della città alfea, venne concesso a famiglie toscane che si erano distinte nella civiltà e nel commercio.

#### Capo dell'ordine del Cristo
D'argento, alla croce patente di rosso caricata da una sottile croce del campo, ma anche di rosso, alla crocetta d'oro.

#### Capo dell'ordine Costantiniano di San Giorgio
D'argento, alla croce gigliata di rosso, filettata d'oro, le braccia caricate dalle lettere I.H.S.V. (IN HOC SIGNO VINCES), caricata in cuore dal monogramma greco CHRISTOS d'oro.

#### Capo dell'ordine del Santo Sepolcro
D'argento, alla croce potenziata di rosso, accantonata da quattro crocette dello stesso.

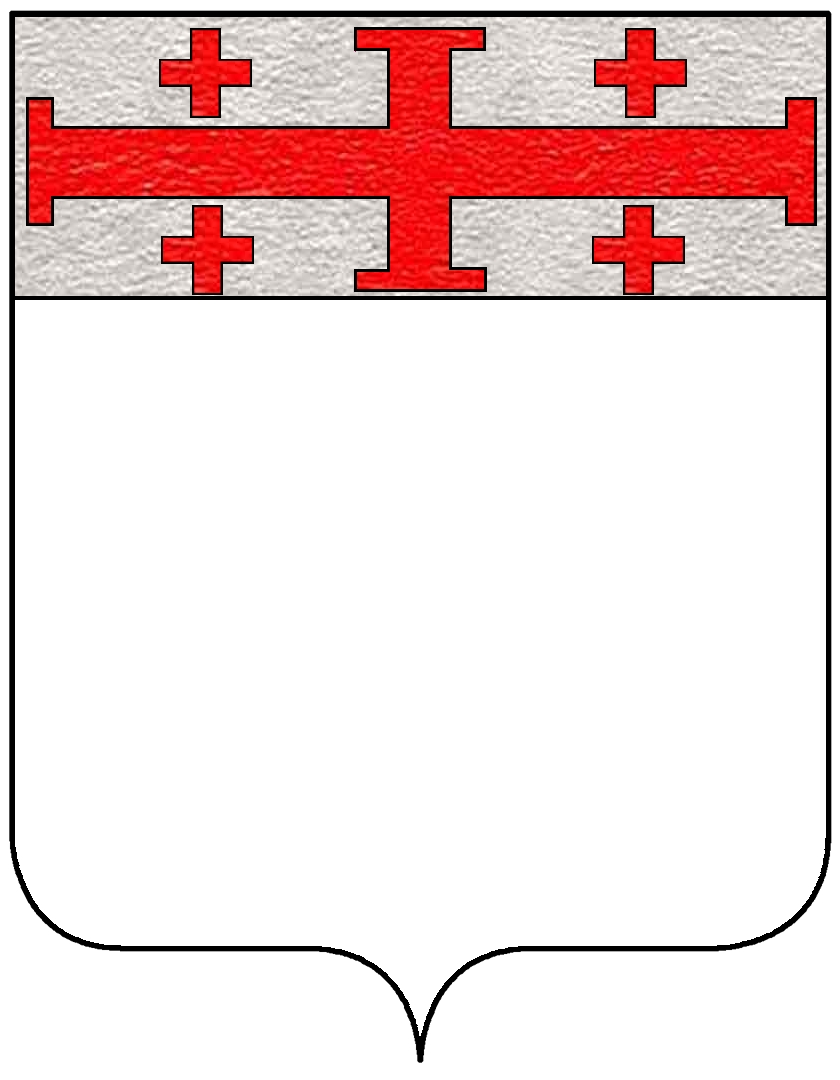